# Pseudometopia phalaesia
Pseudometopia phalaesia är en insektsart som först beskrevs av William Lucas Distant 1908.  Pseudometopia phalaesia ingår i släktet Pseudometopia och familjen dvärgstritar. Inga underarter finns listade i Catalogue of Life.